# Course de côte Ollon - Villars
La Course de côte Ollon - Villars est une ancienne compétition automobile suisse organisée dans le Chablais vaudois durant la deuxième quinzaine du mois d'août par la section vaudoise de l'Automobile Club suisse (A.C.S.), avec une arrivée à Chesières à 1 182 mètres d'altitude.

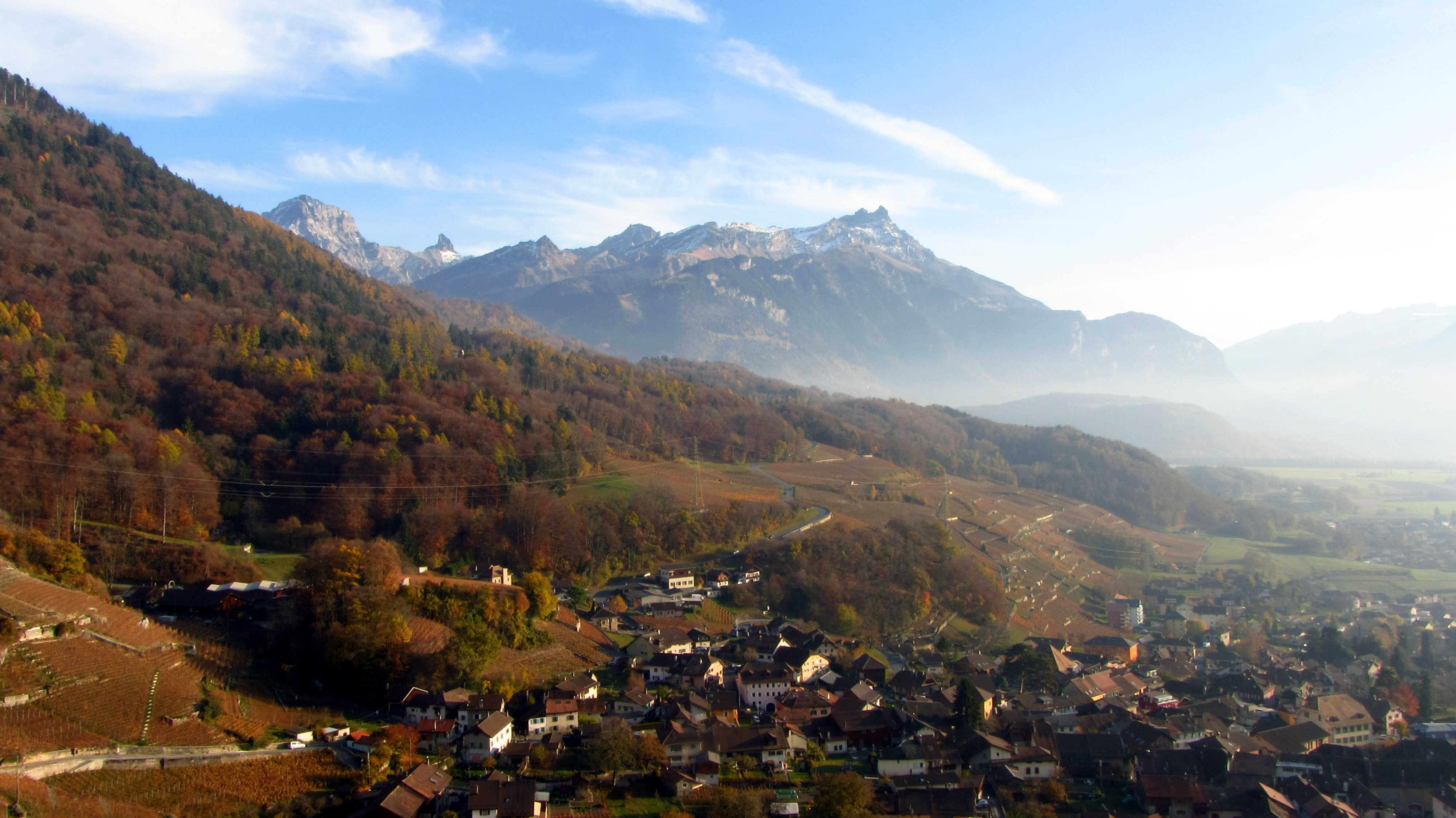
Ollon.

## Histoire

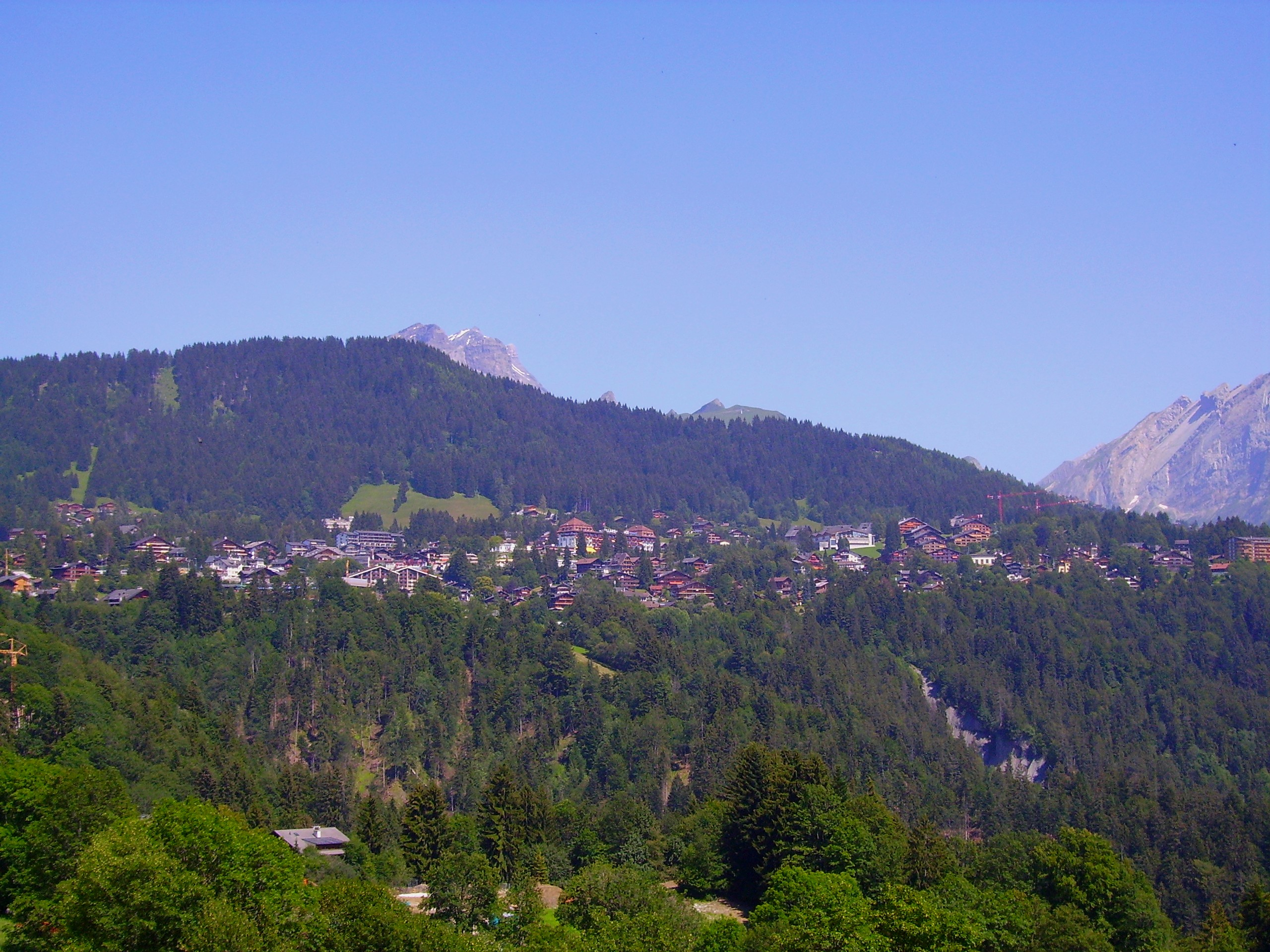
Le village de Villars-sur-Ollon.

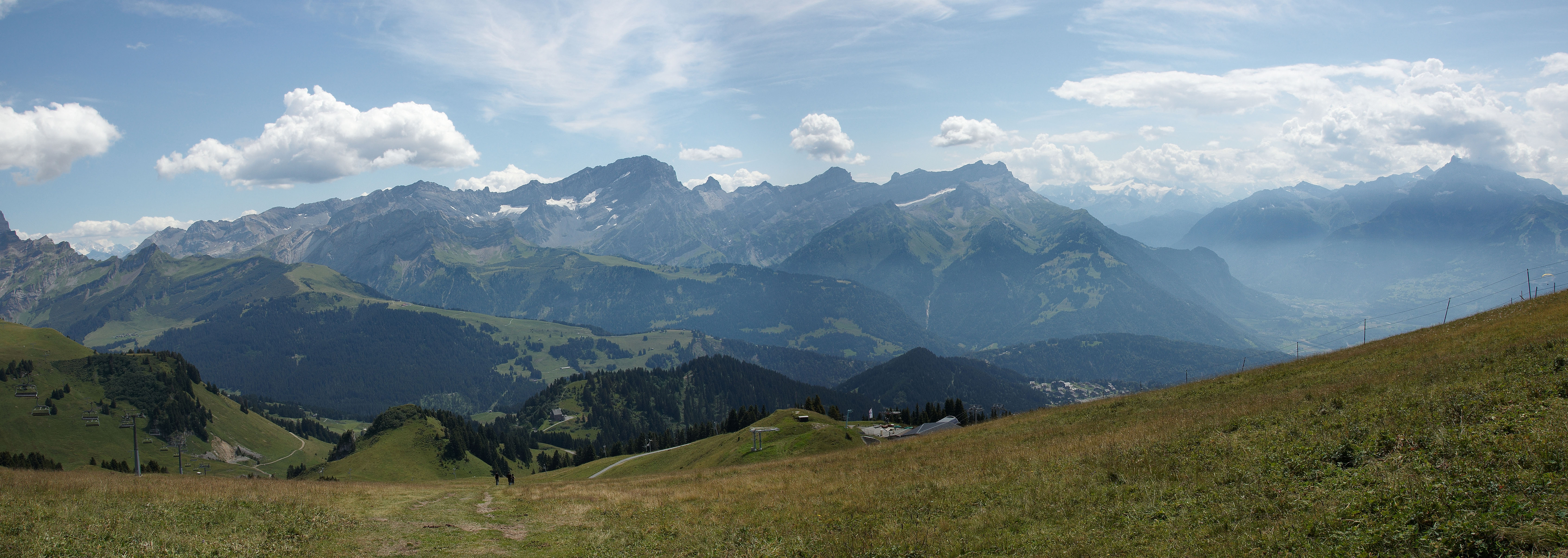
Les environs de Villars-sur-Ollon.

La course, née le 15 août 1953, donna lieu à dix éditions, généralement organisées tous les deux ans, et fut comptabilisée en championnat d'Europe de la montagne lors de sa troisième organisation, un an après celle de Lenzerheide en 1957 dans les Grisons au premier championnat continental. Elle le resta jusqu'à sa disparition.
Initialement réservée aux voitures (véhicules de tourisme, de production, prototypes, monoplaces), elle fut ouverte aux motos et side-cars en 1965, avec notamment la présence de Luigi Taveri.
Le suisse Willy Daetwyler remporta les deux premières éditions, l'une devant Emmanuel de Graffenried sur Maserati en 1953, l'autre devant Maurice Trintignant sur Ferrari Monza en 1956 (alors que Louis Chiron participait également à l'épreuve).
En 1963, 1965 et 1967, le Grand Prix de Suisse de la Montagne Ollon - Villars fait aussi partie du Championnat du monde des voitures de sport.
En 1967 les pilotes Axel Perrenoud et Michel Pillet décédèrent : Perrenoud lors de l'épreuve, et Pillet en rentrant de celle-ci.
Durant les années 1960, la course accueillit jusqu'à 40 000 spectateurs tout le long de son tracé. La disputèrent des pilotes tels Hans-Karl von Tscharner (sur Ferrari, années 1950), Jean Behra, Wolfgang von Trips, Olivier Gendebien, Lorenzo Bandini, Jack Brabham, Jo Siffert (1960, 1962, 1963), Jim Clark (1965) ou encore Nino Vaccarella. La compétition permettait alors un échange direct entre pilotes renommés et anonymes, venant de diverses disciplines des sports mécaniques.
Sur 8 kilomètres d'ascension, le dénivelé était de 660 mètres pour une pente moyenne de 8,3% (avec une maximale de 11% proposée aux concurrents), et un passage peu après la mi-parcours par Huémoz.
Une version historique est organisée sur le même parcours tous les trois ans depuis 1998, désormais à la mi-septembre.

## Palmarès
| Année | Pilote              | Voiture                                    |
| ----- | ------------------- | ------------------------------------------ |
| 1953  | Willy Daetwyler     | Alfa Romeo                                 |
| 1956  | Willy Daetwyler     | Ferrari Monza 3.L                          |
| 1958  | Edgar Barth         | Porsche 718 RSK 1500                       |
| 1960  | Edgar Barth         | Porsche 718 F2                             |
| 1962  | Sepp Greger         | Porsche RS                                 |
| 1963  | Joakim Bonnier      | Ferguson P99                               |
| 1965  | Ludovico Scarfiotti | Ferrari Dino 206P (scuderia Sant'Ambroeus) |
| 1967  | Gerhard Mitter      | Porsche 910 Bergspyder                     |
| 1969  | Peter Schetty       | Ferrari 212 E Montagna                     |
| 1971  | François Cevert     | Tecno F2                                   |

## Remarque
Un véhicule allégé fut tout spécialement créé pour la course, le Lotus-Porsche Spyder Ollon-Villars de Ferdinand Piëch et Colin Chapman en 1965, battu la même année par la Ferrari Dino de Scarfiotti. Un mois plus tard Huschke von Hanstein obtenait avec celui-ci les records du monde de vitesse du quart de mile et du demi kilomètre à Hockenheim. La saison suivante la voiture remporta le championnat d'Europe de la montagne entre les mains de G. Mitter (victorieux au Mont Ventoux, à Rossfeld, Gaisberg et à Fribourg), en version fermée (Porsche 910 Coupé Gr.P). Elle est à l'origine des berg spyders modernes de la marque de Stuttgart.